# Kjell Adrian
Kjell Adrian, född 14 juli 1933 i Forshaga, död 2 april 2020 i Göteborg, var en svensk ishockeyspelare.
Han debuterade som ung i Forshagas A-lag säsongen 1948/1949, och värvades till säsongen 1956/1957 till Gais HK i Göteborg, där han hade stor delaktighet i klubbens framgångar som ledde ända fram till division 1. Under sin tid i Gais debuterade han också i svenska landslaget, där han gjorde två landskamper.
Inför säsongen 1962/63 värvades han från BK Kenty till Västra Frölunda IF, där han kom att spela 78 matcher och bland annat var med i guldlaget 1965. Han lämnade klubben året därpå 1966 till Göteborgslaget Torbjörn/Brämaregårdens IF (senare Vasa HC). Säsongerna 1971/1972 till 1974/1975 spelade han för Hisingens VIK i division 3.